# Melanophthalma corusca
Melanophthalma corusca es una especie de coleóptero de la familia Latridiidae.

## Distribución geográfica
Habita en Brasil.